# Nova et Vetera
Nova et Vetera é uma revisão teológica na tradição do tomismo que se concentra em questões contemporâneas enfrentadas pela Igreja Católica Romana. Publicado na região suíça da Romandia, o idioma principal do periódico é o francês. Também é publicado em uma edição distinta em inglês fundada por Matthew Levering em 2003. Seus atuais coeditores são Matthew Levering, do Seminário Mundelein, e Thomas Joseph White, da Pontifícia Universidade de São Tomás de Aquino - Angelicum. A edição em inglês é atualmente publicada pelo St. Paul Center for Biblical Theology.

## Descrição
A edição em inglês da Nova et Vetera é publicada trimestralmente e oferece um fórum internacional para estudos teológicos e filosóficos de uma perspectiva tomista. Ela busca estar "no coração da Igreja", fiel ao Magistério e aos ensinamentos do Concílio Vaticano II e dedicada ao trabalho do verdadeiro diálogo, tanto ecumênico quanto entre disciplinas intelectuais. Nova et Vetera é um periódico revisado por pares.
A revista foi fundada em 1926 pelo futuro cardeal Charles Journet em associação com Jacques Maritain.
Os autores que publicaram artigos na edição inglesa de Nova et Vetera incluem uma grande variedade de estudiosos eminentes, como Robert Barron, John Joy, Richard Bauckham, Romanus Cessario, Georges Cottier, o arcebispo Joseph Augustine Di Noia, o cardeal Avery Dulles, Francis George, Richard B. Hays, F. Russell Hittinger, William Kurz, Bruce Marshall, Francis Martin, Frank Matera, Edward T. Oakes, Michele Schumacher, Christopher Seitz, Janet E. Smith, Geoffrey Wainwright, Thomas Weinandy, Robert Louis Wilken, Edward Feser e Stephen B. Clark,  entre muitos outros.